# 유진로봇
유진로봇은 1988년에 설립한 대한민국 로봇기업이다. 유진로봇는 30여년간 축구, 사회적 상호 작용, 군사 작전, 안내, 진공 청소 로봇을 제작했다. 대표 제품으로 진공 청소 로봇(아이클레보)과 SAS(스마트 자동화 시스템)가 있다. 미래사업으로 AMS(자율 모바일 솔루션) 사업을 전개, B2B 및 글로벌 시장으로 진출하였다.

## 수상
2021년 로봇신문에 의해 '올해의 대한민국 로봇기업(Korea Robot Company of the Year 2021)'에 선정되었다.

## 연혁
- 2019년
  - 9월 2019 CSBA(소비자만족브랜드상) 수상
  - 3월 CCC(중국품질인증) 획득
- 2018년
  - 12월 청소 로봇, 세계일류상품으로 선정(지식경제부)
  - 10월 CE(유럽공동체인증마크) 인증
- 2017년
  - 12월 차페크상 수상(중국로봇산업협회)
  - 7월 글로벌우수기술연구소로 지정(산업통계자원부)
  - 4월 ROHS(유해물질제한지침) 인증
- 2016년
  - 12월 2천만 불 수출의 탑 수상(한국무협협회)
  - 6월 FCC(미연방통신위원회) 인증
  - 4월 CEC(공인엔지니어인증서) 인증
- 2014년
  - 6월 지능형 로봇 품질인증 획득(KIRIA)
- 2013년
  - 12월 아이클레보 청소 로봇, 대한민국 올해를 빛낸 히트상품으로 선정
- 2012년
  - 10월 아이클레보 아르떼, Best Design 부문에서 KES Award 수상
  - 6월 가정용 교육 로봇 아이로비홈 출시
  - 1월 서비스 로봇, 하이서울 브랜드로 선정
- 2011년
  - 12월 세계일류상품으로 선정(산업통상자원부)
  - 12월 5백만 불 수출의 탑 수상(산업통상자원부)
  - 1월 아이클레보 청소 로봇, 하이서울 브랜드로 선정
- 2010년
  - 12월 아이클레보 스마트 청소 로봇, 지능형 로봇 품질인증서 획득
  - 10월 기술혁신중소기업(INNO-BIZ)으로 선정
  - 7월 아이클레보 스마트 청소 로봇 출시
- 2009년
  - 11월 서비스 로봇 기업 최초 1백만 불 수출의 탑 수상(산업통상자원부)
  - 9월 ISO 14001 환경경영시스템 인증 획득(KAB)
  - 7월 수출유망중소기업 선정(서울지방중소기업청)